# Kollektivum
Kollektivum refererer til grammatisk flerhed. Ord som vand og sand anses grammatisk som en masse og kan derved kun bøjes i ental. Selvom kollektivum-ord kan deles op i fx sandkorn, molekyler eller andet, er det ikke muligt at sætte denne type ord i flertal, med mindre man tilføjer et støtteord som fx "et sandkorn" eller "en dråbe vand".